# Guanqiao (köping i Kina, Sichuan)
Guanqiao (kinesiska: 观桥镇, 观桥) är en köping i Kina. Den ligger i provinsen Sichuan, i den sydvästra delen av landet, omkring 99 kilometer öster om provinshuvudstaden Chengdu. Antalet invånare är 29 361. Befolkningen består av 14 749 kvinnor och 14 612 män. Barn under 15 år utgör 17,0 %, vuxna 15-64 år 68 %, och äldre över 65 år 13,0 %.
Genomsnittlig årsnederbörd är 1 312 millimeter. Den regnigaste månaden är juli, med i genomsnitt 321 mm nederbörd, och den torraste är december, med 6 mm nederbörd.